# Фрейманис, Агрис
А́грис Фре́йманис (латыш. Agris Freimanis; род. 26 октября 1958) — советский и латвийский хоккеист, защитник. Мастер спорта СССР.

## Биография
Воспитанник латвийского хоккея. Начал играть в детской команде в 1966 году. В 1977 году дебютировал во второй лиге первенства СССР в команде «Латвияс Берзс». Два сезона отыграл в этой команде, также периодически появляясь в составе рижского «Динамо». В сезоне 1977/78 «Латвияс Берзс» заняла первое место в западной зоне и завоевала путёвку в первую лигу. Игру Фрейманиса заметили тренеры «Динамо» и с сезона 1979/80 он был уже игроком основного состава динамовцев. Отыграв три следующих сезона в высшей лиге, сезоны 1982/83 и 1983/84 полностью провёл в «Латвияс Берзс». Вернулся в рижское «Динамо» в сезоне 1984/85, и отыграл еще три сезона до 1987 года. С 1987 года играл в различных командах чемпионата Латвийской ССР а затем Латвии. 

## Статистика выступления в высшей лиге
| Легенда | Легенда                    | Легенда | Легенда                   | Легенда | Легенда    |
| ------- | -------------------------- | ------- | ------------------------- | ------- | ---------- |
| И       | Количество проведённых игр | Штр     | Штрафное время            | +/−     | Плюс-минус |
| Г       | Голы                       | П       | Голевые передачи          | О       | Очки       |
| -       | Статистика неизвестна      | —       | Статистика не учитывалась |         |            |

| Сезон                    | Команда                  | И   | Г  | П  | О  | Штр |
| ------------------------ | ------------------------ | --- | -- | -- | -- | --- |
| 1977/78                  | «Динамо» (Рига)          | 12  | 1  | 0  | 1  | 8   |
| 1978/79                  | «Динамо» (Рига)          | 21  | 1  | 0  | 1  | 30  |
| 1979/80                  | «Динамо» (Рига)          | 39  | 6  | 5  | 11 | 35  |
| 1980/81                  | «Динамо» (Рига)          | 20  | 1  | 4  | 5  | 10  |
| 1981/82                  | «Динамо» (Рига)          | 20  | 1  | 2  | 3  | 14  |
| 1984/85                  | «Динамо» (Рига)          | 50  | 7  | 4  | 11 | 26  |
| 1985/86                  | «Динамо» (Рига)          | 34  | 4  | 1  | 5  | 20  |
| 1986/87                  | «Динамо» (Рига)          | 25  | 3  | 1  | 4  | 14  |
| Всего в чемпионатах СССР | Всего в чемпионатах СССР | 221 | 24 | 17 | 41 | 157 |